# Passiflora tarminiana

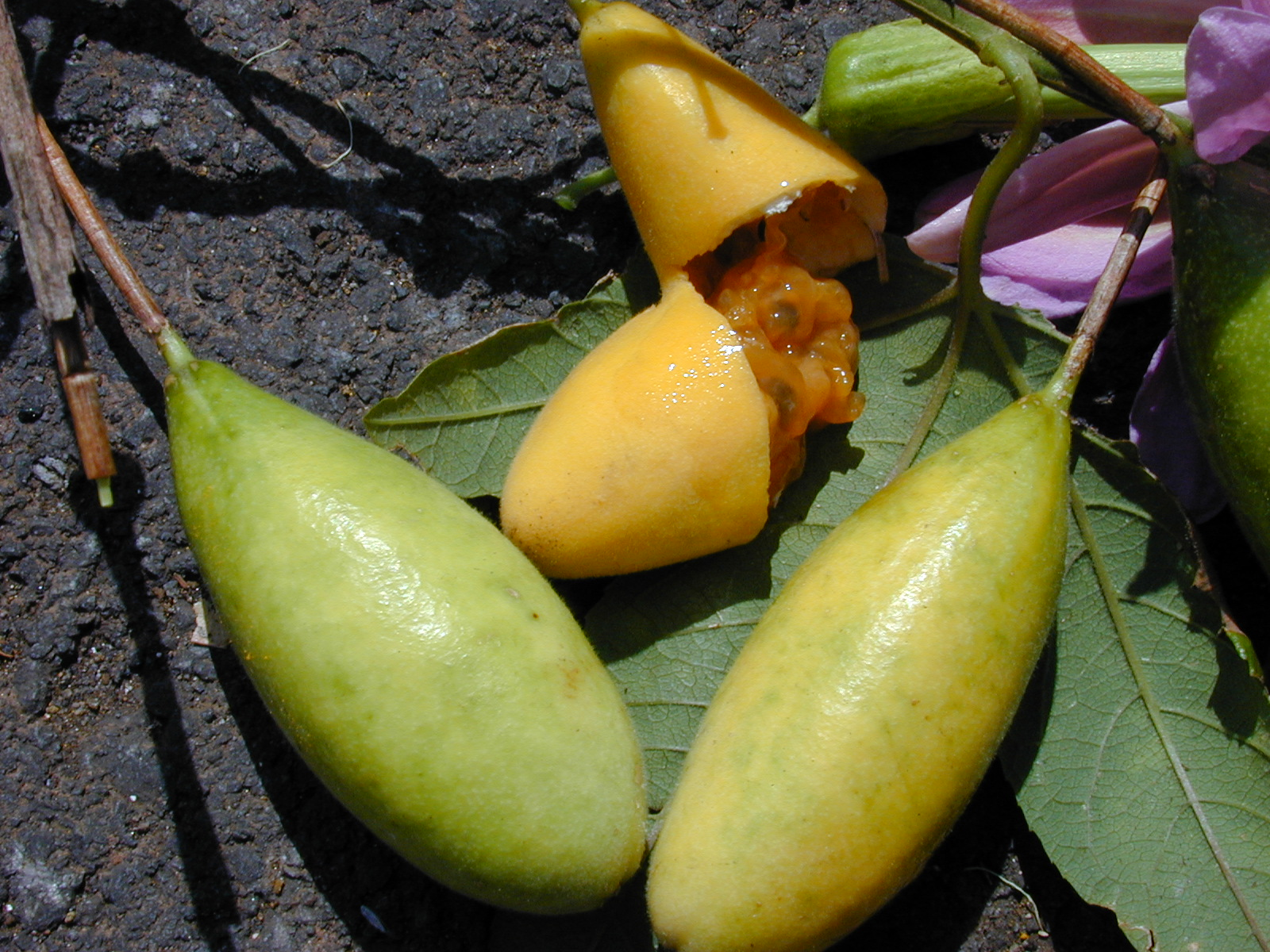
Owoce

Passiflora tarminiana Coppens & V.E. Barney – gatunek rośliny z rodziny męczennicowatych (Passifloraceae Juss. ex Kunth in Humb.). Występuje naturalnie w Kolumbii, Ekwadorze, Peru i Boliwii. Ponadto jest uprawiany w Gwatemali, Meksyku, Stanach Zjednoczonych (Kalifornia, Hawaje), Nowej Zelandii, południowo-zachodniej Australii (wliczając Tasmanię), Papui-Nowej Gwinei oraz na Sri Lance. 

## Morfologia
PokrójZdrewniałe, trwałe, owłosione liany.
LiściePotrójnie klapowane, dłoniaste u podstawy, skórzaste. Mają 5,5–11 cm długości oraz 7–16 cm szerokości. Całobrzegie, z ostrym wierzchołkiem. Ogonek liściowy jest owłosiony i ma długość 15–40 mm. Przylistki mają 4–7 mm długości.
KwiatyPojedyncze. Działki kielicha są podłużne, różowe, mają 4,5–6 cm długości. Płatki są podłużne, różowe, mają 4–5,5 cm długości. Przykoronek ułożony jest w jednym rzędzie, purpurowy, ma 1 mm długości.
OwoceSą żółte i elipsoidalnego kształtu. Mają 10–14 cm długości i 3,5–4,5 cm średnicy.

## Biologia i ekologia
Występuje w lasach na wysokości 2000–2700 m n.p.m.

## Zastosowanie
Owoce tego gatunku są jadalne. Z tego względu roślina ta ma duże znaczenie gospodarcze.